# Spinuș
Spinuș là một xã thuộc hạt Bihor, România. Dân số thời điểm năm 2002 là 1269 người.